# Hoàng Hỉ
Đây là một tên người Triều Tiên, họ là Hwang.
Hoàng Hỉ (Hangul: 황희, 1363 – 1452) là một nhà chính trị thời Cao Ly và nhà Lý, người giữ chức vụ tể tuớng của nhà Lý từ 1431 đến 1449.

## Tiểu sử
Hoàng Hì là một quan chức Cao Ly. Ông đã trở thành quan chức nhà Lý vào năm 1394. Hoàng Hì đã bị trục xuất khỏi Seoul bởi vì chủ trương Yangnyeong, đại hoàng tử của Triều Tiên Thái Tông, bất chấp hành vi xấu của mình vào năm 1418. Sau lễ sắc phong của Triều Tiên Thế Tông, Hoàng Hì đã được tái bổ nhiệm. Hoàng Hì được bổ nhiệm làm tể tướng vào năm 1431 và phục vụ đến năm 1449. Ông đã về hưu sau 18 năm làm việc.